# Shabynita
La shabynita és un mineral de la classe dels borats. Rep el seu nom de Leonid Ivanovich Shabynin (1909-), un geòleg que va realitzar investigacions sobre els dipòsits de skarn, com el de la localitat tipus d'aquesta espècie.

## Característiques
La shabynita és un borat de fórmula química Mg₅BO₃(OH)₅Cl₂·4H₂O. Va ser aprovada com a espècie vàlida per l'Associació Mineralògica Internacional l'any 1979. Cristal·litza en el sistema monoclínic.
Segons la classificació de Nickel-Strunz, la shabynita pertany a «06.AB: borats amb anions addicionals; 1(D) + OH, etc.» juntament amb els següents minerals: hambergita, berborita, jeremejevita, warwickita, yuanfuliïta, karlita, azoproïta, bonaccordita, fredrikssonita, ludwigita, vonsenita, pinakiolita, blatterita, chestermanita, ortopinakiolita, takeuchiïta, hulsita, magnesiohulsita, aluminomagnesiohulsita, fluoborita, hidroxilborita, wightmanita, gaudefroyita, sakhaïta, harkerita, pertsevita-(F), pertsevita-(OH), jacquesdietrichita i painita.

## Formació i jaciments
Va ser descoberta l'any 1979 a la mina de ferro de Korshunovskoye, a Zheleznogorsk, a l'óblast d'Irkutsk, Rússia. Es tracta de l'únic indret on ha estat trobada aquesta espècie mineral.